# Borgercompagnie-Westkant
De Borgercompagnie-Westkant is een voormalig waterschap in de Nederlandse provincie Groningen.
Het nagenoeg rechthoekige waterschap lag tussen het Kalkwijksterdiep en het Borgercompagniesterdiep. De noordgrens lag op de plek waar de Borgercompagniesterdiep een knik maakt en liep met een haakse lijn naar Kalkwijk, de zuidgrens lag op de Nieuweweg en het verlengde daarvan. De molen sloeg uit op het Borgercompagniesterdiep (beneden het verlaat) en stond nagenoeg in het noorden van de polder.
Waterstaatkundig gezien ligt het gebied sinds 2000 binnen dat van het waterschap Hunze en Aa's.